# کامپچی (کالیفرنیا)
کامپچی (به انگلیسی: Comptche) یک منطقهٔ مسکونی در ایالات متحده آمریکا است که در شهرستان مندوسینو، کالیفرنیا واقع شده‌است. کامپچی ۲٫۹۸۸ کیلومتر مربع مساحت و ۱۵۹ نفر جمعیت دارد و ۵۷ متر بالاتر از سطح دریا واقع شده‌است.